# Uvbergen
Uvbergen är kullar i Finland.   De ligger i landskapet Egentliga Finland, i den sydvästra delen av landet, 180 km väster om huvudstaden Helsingfors. Uvbergen ligger på ön Norrskata.